# Chaa-Khol'sky (huyện)
Huyện Chaa-Khol'sky (tiếng Nga: ? райо́н) là một huyện hành chính tự quản (raion), của Tuva, Nga. Huyện có diện tích 3346 kilômét vuông. Trung tâm của huyện đóng ở Chaa-Khol.